# Labo (ö)
Labo är en ö i Marshallöarna.   Den ligger i kommunen Kwajalein, i den västra delen av Marshallöarna, 500 km nordväst om huvudstaden Majuro.